# Jean-Maurice Simard
Pour les articles homonymes, voir Simard.
Jean-Maurice Simard (Rivière-Bleue, Québec, Canada, 21 juin 1931 – 16 juin 2001 à l'âge de 69 ans) est un comptable agréé et un homme politique québécois impliqué dans la politique du Nouveau-Brunswick.

## Biographie
Son père est J. Evariste Simard et sa mère est Marie-Anna Ouellet. Il étudie à l'Université d'Ottawa et à l'Université McGill. Il épouse Francine Fréchette le 1er août 1959 et le couple a trois enfants. 
Membre du Parti progressiste-conservateur, il est député d'Edmundston à l'Assemblée législative du Nouveau-Brunswick de 1970 à 1985. Il est ministre des Finances de 1970 à 1974, président du Conseil du Trésor de 1976 à 1982 et ministre de la Réforme de la fonction publique de 1982 à 1985.
Il est impliqué dans sa communauté et est membre de la Chambre de commerce d'Edmundston, du Club 200 du Collège Saint-Louis-Maillet, du Club Richelieu et du Club de golf d'Edmundston.